# Rally van Duitsland 2005
De Rally van Duitsland 2005, formeel 24. OMV ADAC Rallye Deutschland, was de 24e editie van de Rally van Duitsland en de elfde ronde van het wereldkampioenschap rally in 2005. Het was de 402e rally in het wereldkampioenschap rally die georganiseerd wordt door de Fédération Internationale de l'Automobile (FIA). De start en finish was in Trier.

## Programma
| Etappe | Datum                | Klassementsproeven | Competitieve afstand |
| ------ | -------------------- | ------------------ | -------------------- |
| 1      | Vrijdag 26 augustus  | 6                  | 119,34 kilometer     |
| 2      | Zaterdag 27 augustus | 7                  | 146,77 kilometer     |
| 3      | Zondag 28 augustus   | 6                  | 90,05 kilometer      |
|        |                      |                    |                      |
| Totaal | Totaal               | 19                 | 356,16 kilometer     |

## Resultaten
| Algemene top tien | Algemene top tien | Algemene top tien        | Algemene top tien         | Algemene top tien | Algemene top tien | Algemene top tien | Algemene top tien |
| Pos.              | #                 | Rijder                   | Auto                      | Gr/kl             | Tijd              | Eerste            | Punten            |
| Pos.              | #                 | Navigator                | Inschrijving              | C                 | Straftijd         | Vorige            | Punten            |
| ----------------- | ----------------- | ------------------------ | ------------------------- | ----------------- | ----------------- | ----------------- | ----------------- |
| 1.                | 1                 | Sébastien Loeb           | Citroën Xsara WRC         | A8                | 3:27:13,2         | 0:00              | 10                |
| 1.                | 1                 | Daniel Elena             | Citroën Total             | C                 |                   | =                 | 10                |
| 2.                | 2                 | François Duval           | Citroën Xsara WRC         | A8                | 3:27:50,6         | + 37,4            | 8                 |
| 2.                | 2                 | Sven Smeets              | Citroën Total             | C                 |                   | + 37,4            | 8                 |
| 3.                | 7                 | Marcus Grönholm          | Peugeot 307 WRC           | A8                | 3:29:18,0         | + 2:04,8          | 6                 |
| 3.                | 7                 | Timo Rautiainen          | Marlboro Peugeot Total    | C                 |                   | + 1:27,4          | 6                 |
| 4.                | 8                 | Markko Märtin            | Peugeot 307 WRC           | A8                | 3:31:22,6         | + 4:09,4          | 5                 |
| 4.                | 8                 | Michael Park             | Marlboro Peugeot Total    | C                 |                   | + 2:04,6          | 5                 |
| 5.                | 10                | Gigi Galli               | Mitsubishi Lancer WRC 05  | A8                | 3:32:16,8         | + 5:03,6          | 4                 |
| 5.                | 10                | Guido D'Amore            | Mitsubishi Motors         | C                 |                   | + 54,2            | 4                 |
| 6.                | 4                 | Roman Kresta             | Ford Focus RS WRC 04      | A8                | 3:32:25,5         | + 5:12,3          | 3                 |
| 6.                | 4                 | Jan Tománek              | BP Ford World Rally Team  | C                 |                   | + 8,7             | 3                 |
| 7.                | 5                 | Petter Solberg           | Subaru Impreza S11 WRC 05 | A8                | 3:35:01,3         | + 7:48,1          | 2                 |
| 7.                | 5                 | Phil Mills               | Subaru World Rally Team   | C                 | 1:30              | + 2:35,8          | 2                 |
| 8.                | 6                 | Stéphane Sarrazin        | Subaru Impreza S11 WRC 05 | A8                | 3:35:37,3         | + 8:34,1          | 1                 |
| 8.                | 6                 | Denis Giraudet           | Subaru World Rally Team   | C                 |                   | + 46,0            | 1                 |
| 9.                | 19                | Xavier Pons              | Citroën Xsara WRC         | A8                | 3:36:22,4         | + 9:09,2          |                   |
| 9.                | 19                | Carlos del Barrio        | OMV World Rally Team      | A8                |                   | + 35,1            |                   |
| 10.               | 9                 | Harri Rovanperä          | Mitsubishi Lancer WRC 05  | A8                | 3:36:24,8         | + 9:11,6          |                   |
| 10.               | 9                 | Risto Pietiläinen        | Mitsubishi Motors         | C                 |                   | + 2,4             |                   |
| DNF top tien      |                   |                          |                           |                   |                   |                   |                   |
| Pos.              | #                 | Rijder                   | Auto                      | Gr/kl             | KP                | Reden             | Reden             |
| Pos.              | #                 | Navigator                | Inschrijving              | C                 | KP                | Reden             | Reden             |
| DNF               | 11                | Armin Schwarz            | Škoda Fabia WRC           | A8                | 9                 | Mechanisch        | Mechanisch        |
| DNF               | 11                | Klaus Wicha              | Škoda Motorsport          | C                 | 9                 | Mechanisch        | Mechanisch        |
| DNF               | 12                | Alexandre Bengué         | Škoda Fabia WRC           | A8                | 3                 | Mechanisch        | Mechanisch        |
| DNF               | 12                | Caroline Escudero-Bengué | Škoda Motorsport          | C                 | 3                 | Mechanisch        | Mechanisch        |
| DNF               | 16                | Jan Kopecký              | Škoda Fabia WRC           | A8                | 16                | Mechanisch        | Mechanisch        |
| DNF               | 16                | Filip Schovánek          | Škoda Motorsport          | A8                | 16                | Mechanisch        | Mechanisch        |
| DNF               | 18                | Manfred Stohl            | Citroën Xsara WRC         | A8                | 11                | Mechanisch        | Mechanisch        |
| DNF               | 18                | Ilka Minor               | OMV World Rally Team      | A8                | 11                | Mechanisch        | Mechanisch        |
| DNF               | 20                | Nicolas Bernardi         | Peugeot 206 WRC           | A8                | 11                | Mechanisch        | Mechanisch        |
| DNF               | 20                | Jean-Marc Fortin         | Équipe de France FFSA     | A8                | 11                | Mechanisch        | Mechanisch        |
| DNF               | 36                | Urmo Aava                | Suzuki Ignis S1600        | A6                | 7                 | Schade na ongeluk | Schade na ongeluk |
| DNF               | 36                | Kuldar Sikk              | Urmo Aava                 | A6                | 7                 | Schade na ongeluk | Schade na ongeluk |
| DNF               | 37                | Alan Scorcioni           | Fiat Punto S1600          | A6                | 1                 | Motor             | Motor             |
| DNF               | 37                | Toni Moreno              | Alan Scorcioni            | A6                | 1                 | Motor             | Motor             |
| DNF               | 40                | Conrad Rautenbach        | Citroën C2 S1600          | A6                | 8                 | Ongeluk           | Ongeluk           |
| DNF               | 40                | Carl Williamson          | Conrad Rautenbach         | A6                | 8                 | Ongeluk           | Ongeluk           |
| DNF               | 43                | Martin Prokop            | Suzuki Ignis S1600        | A6                | 11                | Schade na ongeluk | Schade na ongeluk |
| DNF               | 43                | Petr Gross               | Martin Prokop             | A6                | 11                | Schade na ongeluk | Schade na ongeluk |
| DNF               | 62                | "Sasa"                   | Suzuki Ignis S1600        | A6                | 14                | Mechanisch        | Mechanisch        |
| DNF               | 62                | Balász Kerék             | Ollé Sándor               | A6                | 14                | Mechanisch        | Mechanisch        |

| JWRC top drie | JWRC top drie | JWRC top drie |
| Pos.          | Rijder        | Pnt.          |
| ------------- | ------------- | ------------- |
| 1             | Daniel Sordo  | 10            |
| 2             | Kris Meeke    | 8             |
| 3             | Guy Wilks     | 6             |

## Statistieken

#### Klassementsproeven
| Etappe | Datum       | KP | Starttijd | Naam                  | Lengte   | Snelste rijder | Tijd    | Gem. snelheid | Rallyleider    |
| ------ | ----------- | -- | --------- | --------------------- | -------- | -------------- | ------- | ------------- | -------------- |
| 1      | 26 augustus | 1  | 9:53      | Ruwertal - Fell 1     | 26,60 km | Sébastien Loeb | 15:37,5 | 102,14 km/u   | Sébastien Loeb |
| 1      | 26 augustus | 2  | 10:51     | Dhrontal 1            | 12,61 km | Sébastien Loeb | 7:50,3  | 96,53 km/u    | Sébastien Loeb |
| 1      | 26 augustus | 3  | 11:49     | Schönes Moselland 1   | 20,48 km | François Duval | 11:48,6 | 104,05 km/u   | François Duval |
| 1      | 26 augustus | 4  | 14:57     | Ruwertal - Fell 2     | 26,60 km | Sébastien Loeb | 15:13,5 | 104,83 km/u   | Sébastien Loeb |
| 1      | 26 augustus | 5  | 15:55     | Dhrontal 2            | 12,61 km | Sébastien Loeb | 7:38,5  | 99,01 km/u    | Sébastien Loeb |
| 1      | 26 augustus | 6  | 16:53     | Schönes Moselland 2   | 20,48 km | Sébastien Loeb | 11:39,1 | 105,46 km/u   | Sébastien Loeb |
|        |             |    |           |                       |          |                |         |               | Sébastien Loeb |
| 2      | 27 augustus | 7  | 8:36      | Bosenberg 1           | 22,06 km | Sébastien Loeb | 12:29,8 | 105,92 km/u   | Sébastien Loeb |
| 2      | 27 augustus | 8  | 9:44      | Panzerplatte 1        | 29,57 km | Sébastien Loeb | 17:17,0 | 102,65 km/u   | Sébastien Loeb |
| 2      | 27 augustus | 9  | 12:19     | Erzweiler 1           | 18,22 km | Sébastien Loeb | 11:02,2 | 99,05 km/u    | Sébastien Loeb |
| 2      | 27 augustus | 10 | 12:57     | Panzerplatte 2        | 29,57 km | François Duval | 17:10,0 | 103,35 km/u   | Sébastien Loeb |
| 2      | 27 augustus | 11 | 15:32     | Erzweiler 2           | 18,22 km | Sébastien Loeb | 10:50,5 | 100,83 km/u   | Sébastien Loeb |
| 2      | 27 augustus | 12 | 16:35     | Bosenberg 2           | 22,06 km | François Duval | 12:28,7 | 106,07 km/u   | Sébastien Loeb |
| 2      | 27 augustus | 13 | 17:23     | St. Wendel 1          | 6,23 km  | Sébastien Loeb | 3:24,4  | 109,90 km/u   | Sébastien Loeb |
|        |             |    |           |                       |          |                |         |               | Sébastien Loeb |
| 3      | 28 augustus | 14 | 8:18      | Sankt Wendeler Land 1 | 16,37 km | Sébastien Loeb | 8:59,1  | 109,32 km/u   | Sébastien Loeb |
| 3      | 28 augustus | 15 | 8:51      | Freisen - Westrich 1  | 18,71 km | Sébastien Loeb | 11:32,1 | 97,32 km/u    | Sébastien Loeb |
| 3      | 28 augustus | 16 | 9:34      | Birkenfelder Land     | 13,68 km | Markko Märtin  | 7:55,6  | 103,55 km/u   | Sébastien Loeb |
| 3      | 28 augustus | 17 | 11:22     | Sankt Wendeler Land 2 | 16,37 km | Gigi Galli     | 8:57,3  | 109,68 km/u   | Sébastien Loeb |
| 3      | 28 augustus | 18 | 11:55     | Freisen - Westrich 2  | 18,71 km | Petter Solberg | 11:28,9 | 97,77 km/u    | Sébastien Loeb |
| 3      | 28 augustus | 19 | 12:50     | St. Wendel 2          | 6,23 km  | Sébastien Loeb | 3:21,9  | 111,26 km/u   | Sébastien Loeb |

| KP overwinningen | KP overwinningen |
| Rijder           | Aantal           |
| ---------------- | ---------------- |
| Sébastien Loeb   | 13               |
| François Duval   | 3                |
| Gigi Galli       | 1                |
| Markko Märtin    | 1                |
| Petter Solberg   | 1                |

## Kampioenschap standen

#### Rijders
|   | Pos. | Rijder            | Pnt. |
| - | ---- | ----------------- | ---- |
| = | 1    | Sébastien Loeb    | 93   |
| = | 2    | Marcus Grönholm   | 61   |
| = | 3    | Petter Solberg    | 55   |
| = | 4    | Markko Märtin     | 53   |
| = | 5    | Toni Gardemeister | 47   |

#### Constructeurs
|   | Pos. | Constructeur             | Pnt. |
| - | ---- | ------------------------ | ---- |
| 1 | 1    | Citroën Total            | 123  |
| 1 | 2    | Malboro Peugeot Total    | 117  |
| = | 3    | BP Ford World Rally Team | 72   |
| = | 4    | Subaru World Rally Team  | 62   |
| = | 5    | Mitsubishi Motors        | 47   |

- Noot: Enkel de top 5-posities worden in beide standen weergegeven.